# Dennis Banda
Dennis Banda (ur. 10 grudnia 1988 w Lusace) – zambijski piłkarz grający na pozycji obrońcy.

## Kariera klubowa
Karierę piłkarską Banda rozpoczął w klubie Green Buffaloes FC ze stolicy kraju, Lusaki. Po grze w drużynie juniorów przeszedł w 2006 roku do pierwszego zespołu. W 2007 roku zadebiutował w jego barwach w rozgrywkach zambijskiej Premier League. W 2008 roku zdobył z Green Buffaloes zambijską Tarczę Dobroczynności.

## Kariera reprezentacyjna
W 2007 roku Banda wraz z reprezentacją Zambii U-20 wziął udział w Mistrzostwach Świata U-20. W dorosłej reprezentacji zadebiutował w 2006 roku. W 2010 roku został powołany do kadry na Puchar Narodów Afryki.